# Acaulimalva hillii
Acaulimalva hillii är en malvaväxtart som beskrevs av Krapovickas. Acaulimalva hillii ingår i släktet Acaulimalva och familjen malvaväxter. Inga underarter finns listade i Catalogue of Life.